# (544) Jetta
(544) Jetta es un asteroide perteneciente al cinturón de asteroides descubierto el 11 de septiembre de 1904 por Paul Götz desde el observatorio de Heidelberg-Königstuhl, Alemania.
Está nombrado por un personaje legendario de Heidelberg.